# Spitalsberg

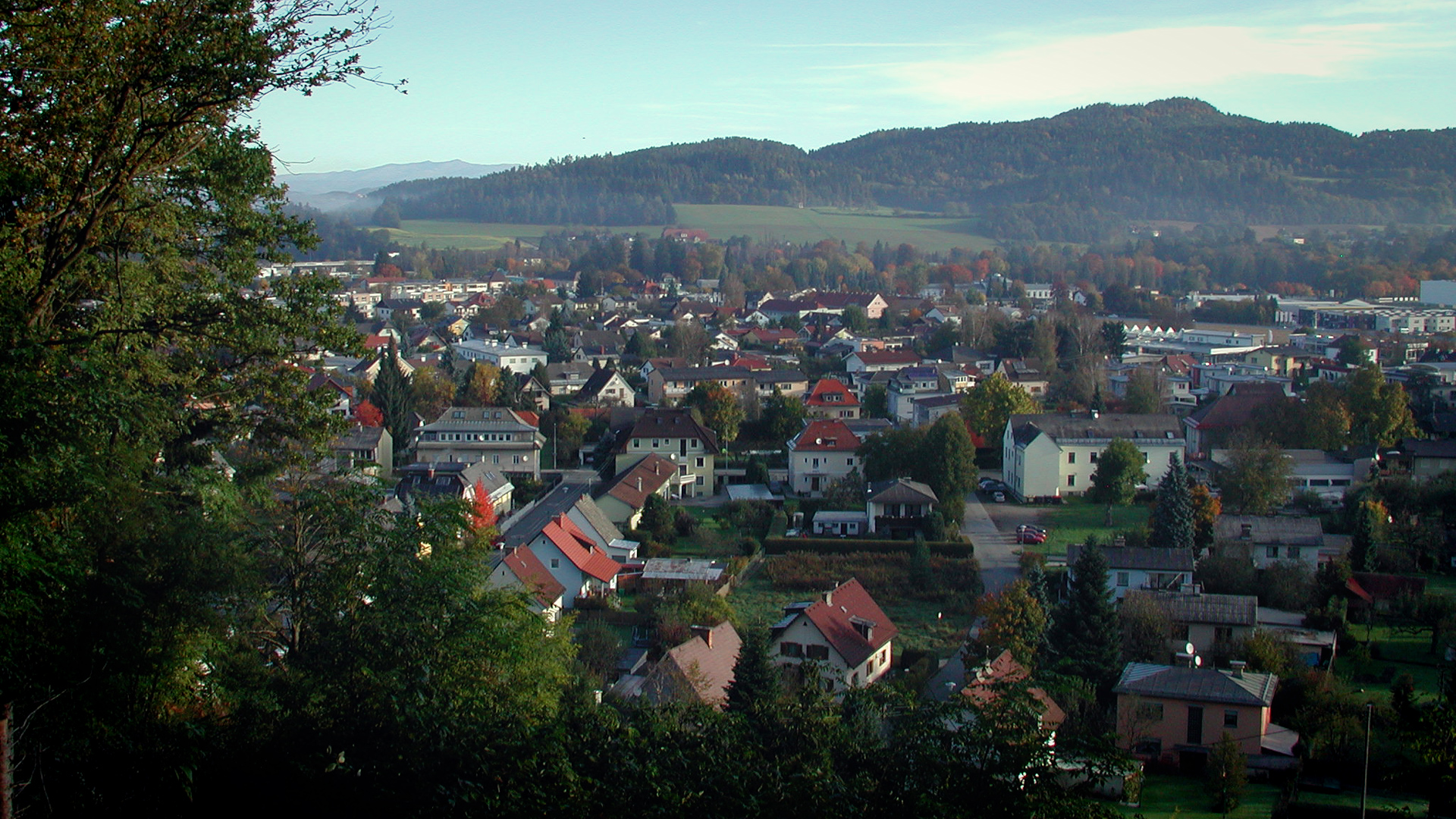
Blick vom Spitalsberg in Richtung Annabichl

Der Spitalsberg  (498 m ü. A.), auch Spitalberg, ist ein bewaldeter Bergrücken in Klagenfurt am Wörthersee. Er ist seit 1984 das Landschaftsschutzgebiet Spitalberg. 
Der Spitalsberg ist hauptsächlich von Fichtenforst bedeckt, an den Wäldrändern gibt es Fichten-Föhren-Mischwald, die Säume werden von Eichen-Hainbuchen-Beständen gebildet. 
Der Spitalsberg liegt im Stadterweiterungsgebiet Feschnig und Annabichl, er ist auf allen Seiten von Bebauung umgeben. Lediglich im Westen gibt es mit dem Schlosspark von Schloss Ehrenhausen ein unbebautes Gebiet als Nachbarn.
Das Waldgebiet ist von vielen Wegen durchzogen und dient als Naherholungsgebiet für die im Süden und Osten befindlichen Siedlungsgebiete. 

## Landschaftsschutzgebiet
Der Spitalsberg wurde 1984 wie auch der nördlich von ihm gelegene Ehrentaler Berg zum Landschaftsschutzgebiet (LSG.073) erklärt. Seine Hauptbedeutung ist die als Naherholungsgebiet.

## Belege
- Josef Knappinger, Ernst Woschitz: Natur in Klagenfurt. Naturdenkmäler und Schutzgebiete der Landeshauptstadt. Johannes Heyn, Klagenfurt 2010, ISBN 978-3-7084-0382-3, S. 68.
- Helmut Hartl, Hans Sampl, Ralf Unkart: Kleinode Kärntens. Nationalparks, Naturschutzgebiete, Landschaftsschutzgebiete, Naturdenkmale. Kärntner Druck- und Verlagsgesellschaft, Klagenfurt 1993, ISBN 3-85391-092-0, S. 142.

Koordinaten: 46° 38′ 43″ N, 14° 18′ 13″ O